# Rogadinae
De Rogadinae zijn een onderfamilie van vliesvleugeligen uit de familie schildwespen (Braconidae).

## Geslachten
- Aleiodes (Wesmael, 1838)
- Glyptocolastes (Ashmead, 1900)